# Premio Locus per il miglior romanzo
Il premio Locus per il miglior romanzo (Locus Award for Best Novel) è stato un premio letterario conferito con cadenza annuale della rivista mensile statunitense Locus, facente parte dei premi Locus.Il premio per natura stessa della rivista veniva conferito per opere letterarie di tema fantascientifico.

## Storia
Il premio viene consegnato con cadenza annuale dal 1971 al 1979 ad eccezione del 1978, anno di introduzione del premio Locus per il miglior romanzo di fantascienza e il premio Locus per il miglior romanzo fantasy, Il premio sarà definitivamente sostituito nel 1980.
La classifica avviene tramite votazione dei lettori per opere pubblicate l'anno precedente, tale modalità di attribuzione differenzia il premio da molti altri che, invece, vengono assegnati in base alle votazioni di una giuria di esperti del settore. Pur non avendo collegamenti con esso il premio Locus è stato sin dalla sua prima edizione pensato per dare indicazioni alla giuria del premio Hugo circa le opere maggiormente meritorie da premiare.
Il primo a ricevere il premio è stato Larry Niven, per la sua opera I burattinai,  pubblicata nel 1970.
Nel corso di 8 anni di edizione, 7 persone si sono aggiudicate il premio, tra queste, solo Ursula K. Le Guin viene pluripremiata (1972, 1975)

## Regolamento
Aggiornato al 1 febbraio 2019
Ogni anno, sul sito ufficiale Locus e sulla rivista, in un'apposita sezione denominata Locus Poll and Survey viene pubblicato il regolamento seguito dall'apposita scheda per il voto, online o cartaceo, del concorso per i premi Locus. Il regolamento è inerente ai vincoli di voto per le opere apparse l'anno precedente.
Al 49 ° concorso dei premi Locus (2019) sono presenti 16 differenti categorie. In ogni categoria possono essere votate fino a cinque opere o candidati, classificandoli da 1 (primo posto) fino a 5 (quinto posto).
Le opzioni di voto sono basate su un'apposita lista di letture raccomandate, facilitando enormemente il conteggio dei risultati, nonostante la lista, l'elettore può utilizzare delle apposite caselle di scrittura per votare altri titoli e candidati non elencati, in qualsiasi categoria.
Non è possibile votare più di un'opera in una categoria con lo stesso rango (ad esempio, due selezioni classificate al 1 ° posto), se lo scrutinio evidenziasse delle anomalie oppure un doppio rango, i voti verranno ignorati in quella categoria. Non è possibile votare per la stessa opera più di una volta, eccetto il premio Locus per il miglior romanzo, che potrebbe anche essere indicato anche come premio Locus per la miglior opera prima.
A differenza dei premi Hugo e Nebula i premi Locus hanno requisiti di eleggibilità in qualche modo diversi, sono aperti a pubblicazioni o opere che sono apparse per la prima volta, in qualsiasi parte del mondo, durante l'anno solare, con un margine di preavviso per i piccoli editori o le pubblicazioni in ritardo.
L'elettore ha la possibilità di lasciare alcune categorie vuote o di compilarle parzialmente, nonché quella di compilare l'intero sondaggio.
La scadenza per i voti è sancita per il 15 aprile.
Tutti i voti, sia degli abbonati che dei non abbonati, sono da considerarsi validi a condizione che vengano inclusi il nome, l'e-mail e le informazioni del sondaggio e non violino le regole di voto.

## Dal 1971 al 1979
| Vincitori del Premio Locus miglior romanzo |

| Anno | Fotografia vincitori         | Vincitori e candidati                 | Romanzo                      | Note   |
| ---- | ---------------------------- | ------------------------------------- | ---------------------------- | ------ |
| 1971 |                              | Larry Niven                           | I burattinai                 | [ 4 ]  |
| 1971 | Robert Silverberg            | Torre di cristallo                    |                              | [ 4 ]  |
| 1971 | Wilson Tucker                | L'anno del sole quieto                |                              | [ 4 ]  |
| 1971 | Joanna Russ                  | And Chaos Died                        |                              | [ 4 ]  |
| 1971 | Robert Silverberg            | Mutazione                             |                              | [ 4 ]  |
| 1972 |                              | Ursula K. Le Guin                     | La falce dei cieli           | [ 5 ]  |
| 1972 | Philip José Farmer           | Il fiume della vita                   |                              | [ 5 ]  |
| 1972 | Robert Silverberg            | Il tempo delle metamorfosi            |                              | [ 5 ]  |
| 1972 | Roger Zelazny                | Jack delle ombre                      |                              | [ 5 ]  |
| 1972 | Anne McCaffrey               | I dragonieri di Pern                  |                              | [ 5 ]  |
| 1973 |                              | Isaac Asimov                          | Neanche gli dei              | [ 6 ]  |
| 1973 | Robert Silverberg            | Vacanze nel deserto                   |                              | [ 6 ]  |
| 1973 | Robert Silverberg            | Morire dentro                         |                              | [ 6 ]  |
| 1973 | David Gerrold                | La macchina di D.I.O.                 |                              | [ 6 ]  |
| 1973 | Clifford D. Simak            | La scelta degli dei                   |                              | [ 6 ]  |
| 1974 |                              | Arthur C. Clarke                      | Incontro con Rama            | [ 7 ]  |
| 1974 | Robert A. Heinlein           | Lazarus Long, l'immortale             |                              | [ 7 ]  |
| 1974 | Poul Anderson                | The People of the Wind                |                              | [ 7 ]  |
| 1974 | Larry Niven                  | Il difensore                          |                              | [ 7 ]  |
| 1974 | David Gerrold                | ...per proteggere l'uomo dal male     |                              | [ 7 ]  |
| 1975 |                              | Ursula K. Le Guin                     | I reietti dell'altro pianeta | [ 8 ]  |
| 1975 | Larry Niven, Jerry Pournelle | La strada delle stelle                |                              | [ 8 ]  |
| 1975 | Philip K. Dick               | Scorrete lacrime, disse il poliziotto |                              | [ 8 ]  |
| 1975 | T. J. Bass                   | The Godwhale                          |                              | [ 8 ]  |
| 1975 | David G. Compton             | The Unsleeping Eye                    |                              | [ 8 ]  |
| 1976 |                              | Joe Haldeman                          | Guerra eterna                | [ 9 ]  |
| 1976 | John Brunner                 | Codice 4GH                            |                              | [ 9 ]  |
| 1976 | Alfred Bester                | Connessione computer                  |                              | [ 9 ]  |
| 1976 | Robert Silverberg            | L'uomo stocastico                     |                              | [ 9 ]  |
| 1976 | Samuel R. Delany             | Dhalgren                              |                              | [ 9 ]  |
| 1977 |                              | Kate Wilhelm                          | Gli eredi della Terra        | [ 10 ] |
| 1977 | Joe Haldeman                 | Ponte mentale                         |                              | [ 10 ] |
| 1977 | Frederik Pohl                | Uomo più                              |                              | [ 10 ] |
| 1977 | Frank Herbert                | I figli di Dune                       |                              | [ 10 ] |
| 1977 | Larry Niven                  | Mondo senza tempo                     |                              | [ 10 ] |
| 1979 |                              | Vonda N. McIntyre                     | Il serpente dell'oblio       | [ 11 ] |
| 1979 | Tom Reamy                    | Blind Voices                          |                              | [ 11 ] |
| 1979 | Anne McCaffrey               | Il drago bianco                       |                              | [ 11 ] |
| 1979 | C. J. Cherryh                | I mondi del sole morente              |                              | [ 11 ] |
| 1979 | Ben Bova                     | Colony                                |                              | [ 11 ] |